# Мост Обуховской Обороны
Мост Обуховской Обороны — автодорожный железобетонный балочный мост через реку Монастырку в Центральном районе Санкт-Петербурга, соединяет Безымянный и Монастырский острова. 

## Расположение
Расположен по оси проезда, соединяющего проспект Обуховской Обороны с Синопской набережной, у истока Монастырки.
Ниже по течению находится Монастырский мост.
Ближайшие станции метрополитена — «Площадь Александра Невского-1», «Площадь Александра Невского-2».

## Название
Название моста известно с 1964 года и дано по наименованию проспекта Обуховской Обороны.

## История
В 1880 году для Калашниковской ветки был построен железнодорожный деревянный мост со сквозными фермами системы Гау. В 1928 году он был перестроен в железобетонный. В 1963—1964 годах в составе проекта строительства моста Александра Невского и перепланировки предмостовой территории, был построен совмещённый автотранспортный и железнодорожный мост. Авторы проекта — инженер института «Ленгипротрансмост» К. Е. Палицын (железнодорожная часть моста), инженер института «Ленгипроинжпроект» А. Д. Гутцайт и архитектор Л. А. Носков (городская часть моста).
В 2013 году была разобрана однопутная железнодорожная линия, ведущая к промышленным предприятиям на Синопской набережной.

## Конструкция
Мост однопролётный железобетонный, балочно-разрезной системы. Пролётное строение состоит из типовых двутавровых балок постоянной высоты из преднапряжённого железобетона. Устои из монолитного железобетона на свайном основании, облицованы гранитом. Общая длина моста составляет 34,2 м, ширина — 47,2 м. 
Мост предназначен для движения трамваев, автотранспорта и пешеходов. Проезжая часть моста включает в себя 6 полос для движения автотранспорта и 2 трамвайных пути, устроенные в повышенном уровне. Покрытие проезжей части и тротуаров — асфальтобетон. Тротуары отделены от проезжей части высоким гранитным парапетом. Перильное ограждение с верховой стороны металлическое сварное простого рисунка, с низовой стороны – оцинкованное, на устоях — гранитные тумбы.